# 南緯51度線
南緯51度線（なんい51どせん）は、地球の赤道面より南に地理緯度にして51度の角度を成す緯線。南緯51度線はその大部分が公海上を走っており、大西洋、インド洋、太平洋、チリ、アルゼンチンを通過する。
この緯度の下では、夏至点時は16時間33分で、冬至点時の可照時間は7時間55分である。

## 通過する地域一覧
南緯51度線は、本初子午線から東に向かって以下の場所を通っている。
| 地理座標                                              | 国土・領土・領海 | 備考                                                                                         |
| ----------------------------------------------------- | ---------------- | -------------------------------------------------------------------------------------------- |
| 南緯51度0分 東経0度0分 / 南緯51.000度 東経0.000度     | 大西洋           |                                                                                              |
| 南緯51度0分 東経20度0分 / 南緯51.000度 東経20.000度   | インド洋         |                                                                                              |
| 南緯51度0分 東経147度0分 / 南緯51.000度 東経147.000度 | 太平洋           | アダムス島（ニュージーランド） オークランド諸島〔 ニュージーランド〕のちょうど南を通過する。 |
| 南緯51度0分 西経75度5分 / 南緯51.000度 西経75.083度   | チリ             | パタゴニア群島及び本土                                                                       |
| 南緯51度0分 西経72度15分 / 南緯51.000度 西経72.250度  | アルゼンチン     |                                                                                              |
| 南緯51度0分 西経69度9分 / 南緯51.000度 西経69.150度   | 大西洋           | ジェイソン諸島 フォークランド諸島〔 アルゼンチンが領有権主張〕のちょうど南を通過する。       |